# Maidstone
Maidstone város az Egyesült Királyságban, Délkelet-Angliában; Kent megye székhelye. London központjától kb. 50 km-re DK-re, a Medway folyó partján fekszik. Lakossága 113 ezer fő volt 2011-ben.
Egyik fő látnivaló a város közeli Leedsi kastély.

## Nevezetes szülöttei
- Mackenzie Crook - színész
- Mike Ratledge – zenész
- Nic Fanciulli – zenész
- Guy Fletcher – zenész
- Tony Hart – művész
- Bill Ivy – motorversenyző
- Anthony Pawson – biológus